# 215

## Починали
- Ченг Ву – китайски военачалник